# Watauga County
Watauga County ist ein County im Bundesstaat North Carolina der Vereinigten Staaten. Der Verwaltungssitz (County Seat) ist die Ortschaft Boone, die nach Daniel Boone benannt wurde, einem US-amerikanischen Pionier und Grenzer, der den so genannten Wilderness Trail erschloss und die Stadt Boonesborough in Kentucky gründete.

## Geographie
Das County liegt im Nordwesten von North Carolina, grenzt im Westen an Tennessee, ist im Norden etwa 35 km von Virginia entfernt und hat eine Fläche von 810 Quadratkilometern, wovon 1 Quadratkilometer Wasserfläche ist. Es grenzt im Uhrzeigersinn an die Countys Ashe County, Wilkes County, Caldwell County und Avery County.
Watauga County ist in 15 Townships aufgeteilt: Bald Mountain, Beaverdam, Blowing Rock, Blue Ridge, Boone, Brushy Fork, Cove Creek, Elk, Laurel Creek, Meat Camp, New River, North Fork, Shawneehaw, Stony Fork und Watauga.

## Geschichte
Watauga County wurde 1849 aus Teilen des Ashe County, Caldwell County, Wilkes County und des Yancey County gebildet. Benannt wurde es nach dem in dieser Gegend verlaufenden Watauga River.

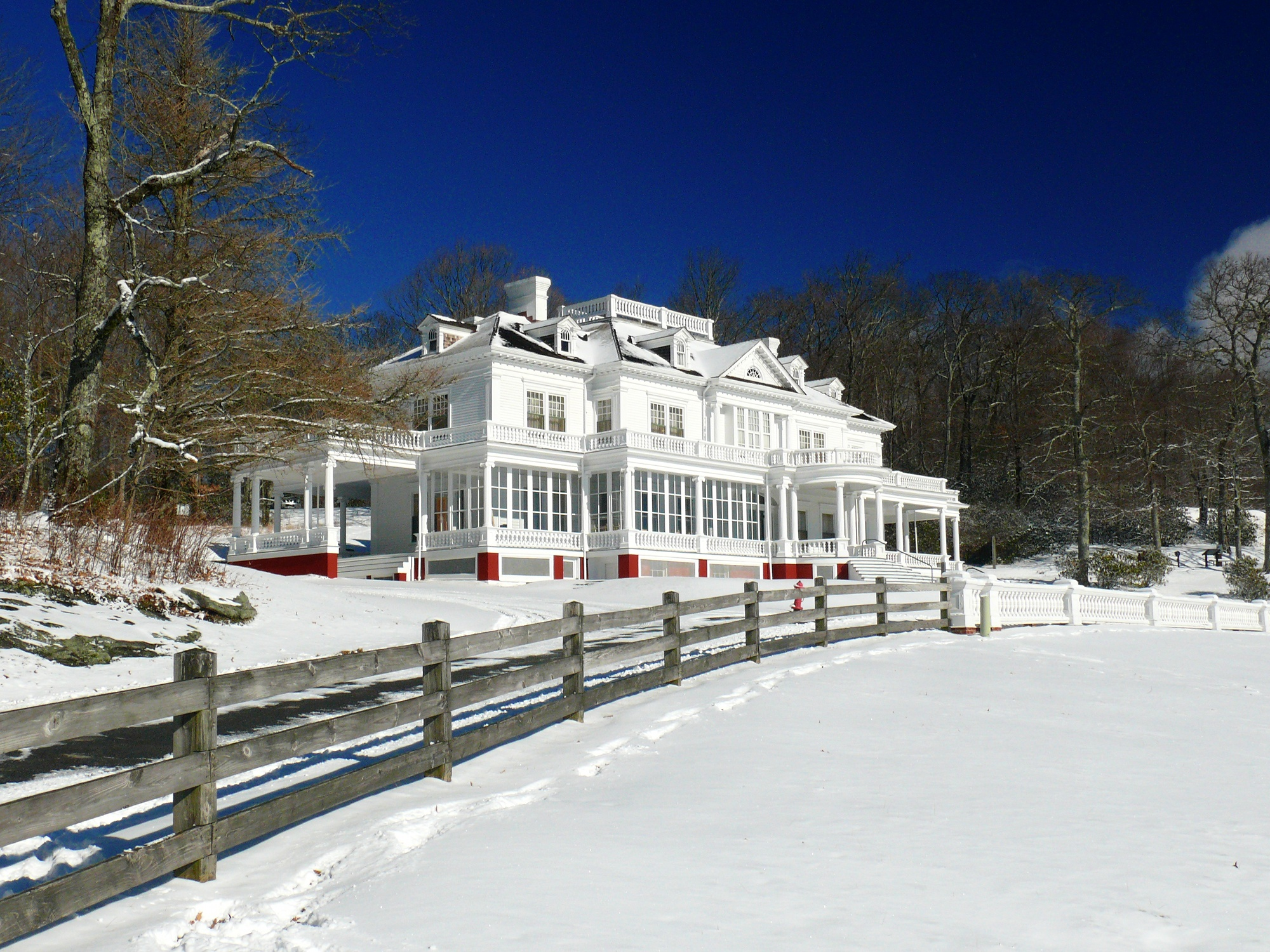
Das Flat Top Estate (2009) ist einer von 22 Einträgen des Countys im National Register of Historic Places.

22 Bauwerke und Stätten des Countys sind insgesamt im National Register of Historic Places eingetragen (Stand 18. März 2018).

## Demografische Daten
Nach der Volkszählung im Jahr 2000 lebten im Watauga County 42.695 Menschen. Davon wohnten 5.392 Personen in Sammelunterkünften, die anderen Einwohner lebten in 16.540 Haushalten und 9.411 Familien. Die Bevölkerungsdichte betrug 53 pro Quadratkilometer. Es wurden 23.155 Wohneinheiten erfasst. Ethnisch betrachtet setzte sich die Bevölkerung zusammen aus 96,45 Prozent Weißen, 1,59 Prozent Afroamerikanern, 0,25 Prozent amerikanischen Ureinwohnern, 0,59 Prozent Asiaten, 0,04 Prozent Bewohnern aus dem pazifischen Inselraum und 0,45 Prozent aus anderen ethnischen Gruppen; 0,62 Prozent gaben die Abstammung von mehreren Ethnien an. 1,46 Prozent der Einwohner waren spanischer oder lateinamerikanischer Abstammung.
Von den 16.540 Haushalten hatten 23,2 Prozent Kinder oder Jugendliche, die mit ihnen zusammen lebten. 47,4 Prozent waren verheiratete, zusammenlebende Paare, 6,8 Prozent waren allein erziehende Mütter und 43,1 Prozent waren keine Familien. 28,6 Prozent waren Singlehaushalte und in 8,0 Prozent lebten Menschen im Alter von 65 Jahren oder darüber. Die durchschnittliche Haushaltsgröße betrug 2,26, die durchschnittliche Familiengröße 2,80 Personen.
Die Bevölkerung verteilte sich auf 16,3 Prozent unter 18 Jahren, 27,8 Prozent von 18 bis 24 Jahren, 23,4 Prozent von 25 bis 44 Jahren, 21,5 Prozent von 45 bis 64 Jahren und 11,0 Prozent von 65 Jahren oder älter. Das durchschnittliche Alter (Median) betrug 30 Jahre. Auf 100 weibliche Personen kamen 99,3 männliche Personen und auf 100 Frauen im Alter von 18 Jahren oder darüber kamen 98,2 Männer.
Das jährliche Durchschnittseinkommen eines Haushalts (Median) betrug 32.611 US-$, das Durchschnittseinkommen einer Familie 45.508 $. Männer hatten ein Durchschnittseinkommen von 29.135 $, Frauen 22.006 $. Das Prokopfeinkommen betrug 17.258 $. Unter der Armutsgrenze lebten 7,2 Prozent der Familien und 17,9 Prozent der Einwohner, darunter 11,5 Prozent unter 18 Jahren und 10,6 Prozent im Alter von 65 Jahren oder älter.